# Puy de Tressous
Le puy de Tressous est un sommet d'origine volcanique culminant à 985 m d'altitude dans le département français du Puy-de-Dôme.

## Géographie
Le puy de Tressous est situé dans la chaîne des Puys, au sein du Massif central.